# Vicenç Riera Llorca
Vicenç Riera Llorca (Barcelona, 1903 - Pineda de Mar, 1991) fue un escritor y periodista español en lengua catalana.

## Biografía
Tras la Guerra civil española vivió en el exilio, primero en la República Dominicana y luego en México. En este último país publicó, en 1946, la que es su novela más conocida (y, de hecho, la primera que escribió): Tots tres surten per l'Ozama. Este libro narra las aventuras de los catalanes exiliados en las Américas, como hizo más adelante con libros de memorias o de investigación como El meu pas pel temps o Els exiliats catalans a Mèxic. La Generalidad de Cataluña le concedió el Premio Cruz de San Jorge en 1985.
Antes de la Guerra civil, había colaborado como caricaturista en las publicaciones L'Esquella de la Torratxa y La Rambla. En México, contribuyó con la revista Don Timorato. Como periodista trabajó en los diarios Justícia Social, L'Opinió, La Rambla, La Campana de Gràcia (antes de la guerra) y con Full català (México), La Nostra Revista (México), Pont Blau (México), Ressorgiment (Buenos Aires), Catalunya (Buenos Aires), Germanor (Santiago de Chile), Quaderns de l'exili (México), El Poble Català (México), Lletres (México), Veu Catalana (México) y El Pont (Barcelona).

## Obra
Narrativa
- 1946 Tots tres surten per l'Ozama
- 1946 Giovanna i altres contes
- 1968 Roda de malcontents
- 1970 Joc de xocs
- 1970 Amb permís de l'enterramorts
- 1972 Fes memòria, Bel
- 1972 Oh, mala bèstia!
- 1974 Què vols, Xavier?
- 1976 Canvi de via
- 1979 Plou sobre mullat
- 1979 Això aviat farà figa
- 1984 Torna, Ramon
- 1985 Tira cap on puguis
- 1987 Tornar o no tornar
- 1991 Estiu a Pineda
- 1995 Georgette i altres contes

Histórica
- 1955 Catalunya en la Corona d'Aragó
- 1971 Nou obstinats
- 1979 El meu pas pel temps
- 1993 Epistolari Joan Fuster-Vicenç Riera Llorca
- 1994 Els exiliats catalans a Mèxic

Teatro
- 1979 La sorpresa de Berta